# Камара, Мусса Дади
Мусса Дадис Камара (фр. Moussa Dadis Camara; род. 1964, Куре фр. Koure) — военный и государственный деятель Гвинеи, 3-й Президент Гвинеи с 24 декабря 2008 по 21 декабря 2010 года.

## Биография
Мусса Дадис Камара (вопреки правилам французского языка, имя Dadis читается полностью) родился в 1964 году в деревне Куре (Koure) префектуры Лола на юго-востоке Гвинеи (Лесная Гвинея) в крестьянской семье небольшой народности герзе (Guerzés). Его дед был старостой деревни Кули Якета в 40 километрах от города Нзерекоре. По вероисповеданию — христианин, несмотря на то, что более 85 процентов населения страны составляют мусульмане. Окончил среднюю школу в Нзерекоре. Изучал юриспруденцию и экономику в Университете «Абдель Насер» в Конакри, затем в Университете Конакри получил диплом по экономике. В 1990 году поступил в армию Гвинеи. В 2004 году проходил 18 — месячную переподготовку в Германии, после чего был произведён в капитаны. Служил в воздушно-десантном батальоне в лагере Альфа Я-йа Диалло. В 2007 году участвовал в выступлениях военных, которым не выплачивали зарплату. Также был участником выступлений военных в мае 2008 года. Получил известность конфликт Муссы Дадиса Камары с начальником генерального штаба бригадным генералом Диарра Камара, который угрожал перерасти в расправу над капитаном. В ноябре 2008 года он был назначен членом кабинета министра обороны, ответственным за поставки топлива для армии. Дадис Камара позднее утверждал, что покровительствовавший ему президент Лансана Конте хотел этим спасти ему жизнь и отказался в тот день подписывать документы о назначаниях, если в них не будет имени капитана. После смерти президента Конте, Дадис Камара возглавил антиправительственное движение военных.

### Приход к власти
В понедельник, 22 декабря 2008 года, скоропостижно скончался президент Гвинейской республики Лансана Конте.
23 декабря в 07.00 утра Мусса Дадис Камара выступил по телевидению и объявил о создании Национального совета за демократию и развитие, НСДР (фр. Conseil national pour la démocratie et le développement, CNDD), о роспуске правительства и приостановке действия Конституции Республики. Он заявил, что переворот вызван охватившим страну глубоким отчаянием от бедности и коррупции. В Комитет вошли 26 военных и 6 гражданских лиц.
24 декабря радио сообщило о назначении Муссы Дадиса Камары президентом Республики, после чего он, окружённый войсками и гражданскими сторонниками, триумфально проехал по улицам города Конакри. В тот же день он заявил, что НСДР останется у власти до декабря 2010 года, когда будут проведены свободные президентские выборы.
25 декабря премьер-министр Ахмед Тидиан Суаре и члены его правительства заявили о лояльности новому президенту Республики. Сам Мусса Дадис Камара выступил по радио и заявил, что он не планирует баллотироваться на пост Президента Республики в 2010 году. Вечером 25 декабря 2008 года Мусса Дадис Камара дал интервью журналу «Jeune Afrique» в хорошо охраняемой казарме отдельного парашютного батальона в Конакри. Он заявил:
«То, что я родился в скромной семье, научило меня испытывать сострадание к обездоленным и быть безразличным к материальным ценностям. Я учился в тяжёлых условиях. Вырос под указку властного отца, который выковал мой характер. Я горжусь моей семьёй — воспитавшей во мне мужество, настойчивость и самоотверженность, — особенно моей матерью, которой уже больше ста лет и которая живёт вместе со мной в Конакри». «Я не коррумпирован. Я запрещаю кому бы то ни было оказывать даже малейшие подношения моей жене, моим детям и любым другим членам моей семьи… Я требую такого же поведения от всех моих сотрудников, от членов НСДР как членов правительства. Коррупция гангреной поразила нашу страну. Дальше так продолжаться не может. Тот, кто убивает — будет убит, тот, кто ворует деньги у государства — пойдёт в тюрьму. Я не устраиваю охоту на ведьм. НСДР взял власть не для того, чтобы устанавливать диктатуру, но он будет безжалостен к хищникам».
27 декабря он встретился с представителями политических партий и общественными деятелями и заявил, что назначит гражданского премьер-министра со всеми конституционными правами. Президент Республики потребовал, чтобы политические партии представили свои проекты общественных реформ прежде, чем обвинять власть в установлении диктатуры. Он заявил:
«Любой человек, пренебрегающий благом государства ради своих интересов и уличенный в этом, будет осуждён и наказан перед лицом народа».

### Правление
28 декабря 2008 года ордонансом Президента Республики были отправлены в отставку по возрасту 28 генералов и назначены новые руководители силовых министерств. 29 декабря Мусса Дадис Камара объявил о предстоящей ревизии крупных акционерных обществ и предприятий. 30 декабря ордонансом Президента Республики новым премьер-министром был назначен экономист Кабине Комара, который в 2007 году выдвигался на этот пост профсоюзами. В тот же день, вместе с членами Национального совета за демократию и развитие, Мусса Дадис Камара встретился с дипломатическим корпусом и представителями международных организаций в Гвинее. Он объяснил причины переворота 23 декабря и выразил сожаление по поводу его осуждения международной общественностью. Президент Республики отверг требование посла Франции провести выборы уже в 2009 году и повторил, что выборы пройдут не ранее декабря 2010 года. Он призвал помочь Гвинее в её развитии.
В своём новогоднем обращении к нации Мусса Дадис Камара заявил:
«Я продолжу курс моего предшественника на переход нашей страны к демократии и рыночной экономике, на создание современной дорожной инфраструктуры, на сохранение территориальной целостности и национального единства».
На следующий день он поздравил кубинского лидера Рауля Кастро с 50-й годовщиной Кубинской революции.
3 января 2009 года по обвинению в организации заговора были арестованы генерал Диарра Камара, вице-адмирал Али Даффе и контр-адмирал Фассириман Траоре. Однако уже 9 января они были освобождены. В заключении остались 13 военных и 3 гражданских лица.
Авторитарное правление Камары вызвало сопротивление оппозиционных сил. В сентябре 2009 года оппозиция начала акции протеста, которые были жестоко подавлены. Военные перекрыли выходы из стадиона, где собрались протестующие, и открыли огонь на поражение. Позже армия грабила магазины в столице и расстреливала на улицах подозреваемых в нелояльности властям. Сотни человек были арестованы. Хотя Камара позднее попытался отмежеваться от происшедших событий, перекладывая ответственность на «недисциплинированных» солдат, которых он «не контролировал», избежать обвинений не удалось. Режим оказался в изоляции, на страну было наложено эмбарго на поставки оружия. Лично Камара и 41 член хунты подпали под международные санкции, были заморожены их активы и ограничено передвижение.

### Покушение и изгнание
3 декабря 2009 года на него было совершено покушение, в результате которого он получил ранение. В президента стрелял его бывший адъютант Абубакар Диаките. Муса Дадис Камара был перемещён из Гвинеи в Марокко, где находится в госпитале города Рабат под усиленной охраной. По сообщениям официальных лиц гвинейского правительства, Муса Дади получил огнестрельное ранение в голову. 
В январе 2010 года, находясь за пределами страны, выступил с заявлением, в котором пообещал не возвращаться в страну, поддержал скорейшее возвращение Гвинеи к гражданскому правлению и согласился с назначением на пост премьер-министра лидера оппозиции Жан-Мари Доре.
В декабре 2021 года вернулся в Гвинею.

### Уголовное дело
27 сентября 2022 года Камара был заключён в тюрьму и предстал перед судом по обвинению в массовых убийствах протестующих в 2009 году. Салифу Беавоги, один из адвокатов Камары, заявил, что прокурор приказал «доставить наших шестерых клиентов в центральный дом (тюрьму), где они, очевидно, будут содержаться под стражей до конца (судебного процесса)» и что «к большому сожалению, судебный процесс начинается с нарушения прав обвиняемого». 28 сентября Камара и ещё 10 бывших военных и правительственных чиновников предстали перед судом.
4 ноября 2023 года хорошо вооружённая группа совершила штурм тюрьмы в столице Гвинеи Конакри, освободив Камару и трёх других должностных лиц из тюрьмы. Во время его побега девять человек, в том числе трое злоумышленников и четверо военнослужащих сил обороны Гвинеи, были убиты, а ещё шестеро получили огнестрельные ранения. Через несколько часов его поймали. 13 ноября 2023 года возобновился судебный процесс по его делу, который был приостановлен на три недели по не связанным с ним причинам.
31 июля 2024 года Камара был признан виновным в преступлениях против человечности в массовых убийствах, произошедших в 2009 году, и приговорён к 20 годам тюремного заключения.